# Conus sindon
Conus sindon é uma espécie de gastrópode do gênero Conus, pertencente à família Conidae.